# کومیکو اوکائی
کومیکو اوکائی (انگلیسی: Kumiko Okae; ۲۳ اوت ۱۹۵۶ – ۲۳ آوریل ۲۰۲۰) بازیگر، voice actress، مجری تلویزیون اهل ژاپن بود. وی بین سال‌های ۱۹۷۵ تا ۲۰۲۰ میلادی فعالیت می‌کرد.